# Ján Maslo
Ján Maslo (* 5. února 1986, Dolný Kubín) je slovenský fotbalový obránce a bývalý mládežnický reprezentant, který působí v klubu MFK Ružomberok. Hraje na postu stopera (středního obránce).
Jeho bratrancem je fotbalista Peter Maslo.

## Klubová kariéra
Svou profesionální fotbalovou kariéru začal v MFK Ružomberok, kde hrál i v mládežnických týmech. V Ružomberku se stal pod vedením trenéra Ladislava Jurkemika stabilním pilířem obrany. S klubem získal v sezóně 2005/06 ligový titul. V červenci 2011 přestoupil za 0,5 milionu eur do ukrajinského klubu FK Volyň Luck, kde podepsal tříletý kontrakt.
V červenci 2014 přestoupil do kazašského klubu Šachter Karagandy. S Karagandou se představil v Evropské lize UEFA 2014/15.
Koncem ledna 2015 se vrátil na Slovensko do klubu MFK Ružomberok, kde podepsal půlroční kontrakt. S Ružomberkem si zahrál v Evropské lize UEFA 2017/18.

## Reprezentační kariéra
Maslo oblékal reprezentační dres Slovenska v kategoriích U20 a U21.